# Nora Dunn
Nora Dunn, née le 29 avril 1952 à Chicago, est une actrice américaine.

## Biographie
Nora Dunn a fait de nombreuses apparitions dans des films ou des séries télévisées mais elle est surtout connue aux États-Unis pour avoir été l'une des animatrices et imitatrices du Saturday Night Live de 1985 à 1990.

### Vie privée
Elle est la sœur de l'acteur Kevin Dunn.

## Filmographie

### Cinéma
- 1988 : Working Girl : Ginny
- 1990 : Le Flic de Miami : Ellita Sanchez
- 1992 : Passion Fish : Ti-Marie
- 1993 : Quand l'esprit vient aux femmes : Cynthia Schreiber
- 1994 : Les Complices : Lindy
- 1995 : L'Ultime Souper : le shérif Alice Stanley
- 1998 : Bulworth de Warren Beatty : Missy Berliner
- 1998 : Air Bud 2 : Natalya
- 1999 : Belles à mourir : Colleen Douglas
- 1999 : Les Rois du désert : Adriana Cruz
- 2000 : De quelle planète viens-tu ? : Madeline
- 2001 : Le Grand Coup de Max Keeble (Max Keeble's Big Move) de Tim Hill : Lily Keeble
- 2001 : Beautés empoisonnées : Miss Madress
- 2001 : Escrocs : Lutetia Fairbanks
- 2003 : Bruce tout-puissant : Ally Loman
- 2003 : Out of Time : Dr Donovan
- 2003 : Le Maître du jeu : Stella Hulic
- 2004 : Une affaire de cœur : le juge Abramovitz
- 2005 : The Prize Winner of Defiance, Ohio de Jane Anderson : Femme d'un membre du groupe
- 2006 : The Darwin Awards : Mme Pearlman
- 2006 : Southland Tales : Cindy Pinziki
- 2008 : Délire Express : Shannon
- 2009 : Pas si simple : Sally
- 2012 : Maman, j'ai raté ma vie : Amy
- 2015 : Entourage de Doug Ellin : Dr Marcus
- 2018 : Les Potes (Dude) d'Olivia Milch : Rosa
- 2018 : Tag : Une règle, zéro limite (Tag) de Jeff Tomsic (en) : Linda

### Télévision
- 1993-1996 : Les Sœurs Reed (série télévisée, 19 épisodes) : Norma Lear
- 1996-1999 : Une nounou d'enfer (série télévisée, 8 épisodes) : Dr Reynolds
- 1998 : X-Files : Aux frontières du réel (série télévisée, saison 6 épisodes 4 et 5 : Zone 51) : JoAnne Fletcher
- 2001 : Au-delà du réel, l'aventure continue (série télévisée, saison 7 épisodes 20) : Laura Sinclair
- 2002 : Orage virtuel (Storm Watch) : Rose Chase
- 2006-2011 : Entourage (série télévisée, 6 épisodes) : Dr Marcus
- 2010 : Psych : Enquêteur malgré lui (saison 5 épisode 11) : Eve Asher
- 2013-2014 : Bones (saison 9 épisode 8, saison 10 épisode 5) : Tessa Brown
- 2015 : Best Friends Whenever (saison 1 épisodes 16, 17, 18) : Janet Smythe
- 2022 : DMZ : Oona

## Voix françaises
- Brigitte Virtudes[1] dans : 
  - Une affaire de cœur
  - Numbers
  - Shark
  - The Defenders
  - 2 Broke Girls
  - Sirens
  - Graves
- Armelle Gallaud[1] dans : 
  - Entourage
  - Entourage
  - Bones
  - Psych : Enquêteur malgré lui
- Ninou Fratellini[1] dans :
  - Les Sœurs Reed
  - Flynn Carson et les Nouveaux Aventuriers
- Marie-Martine[1] dans :
  - Maman, j'ai raté ma vie
  - La Loi selon Harry
- Mireille Audibert dans Working Girl
- Anne Kerylen (*1943 - 2021) dans Le Flic de Miami
- Caroline Beaune (*1959 - 2014) [1] dans Quand l'esprit vient aux femmes
- Isabelle Ganz[1] dans Air Bud 2
- Yumi Fujimori dans Les Rois du désert
- Pauline Larrieu[1] dans Escrocs
- Anne Canovas dans Bruce tout-puissant
- Dominique Lelong[1] dans See Arnold Run (en)
- Dorothée Jemma dans Délire Express
- Véronique Augereau[1] dans LOL USA